# Santinelezi

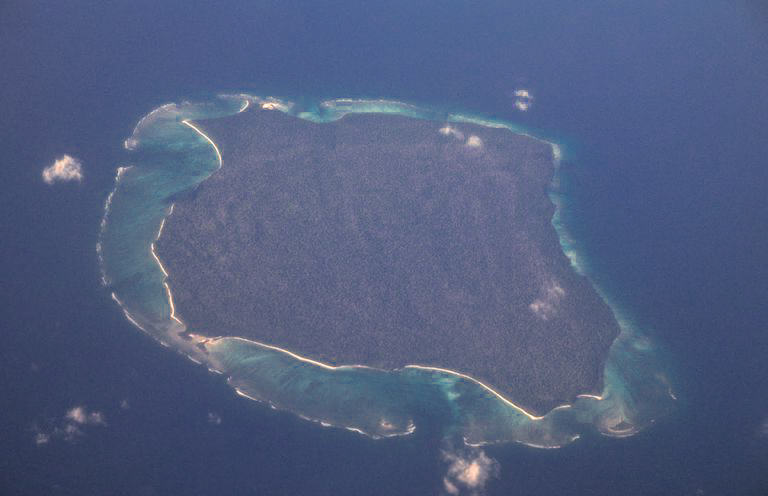
Fotografie aeriană a insulei Santinelei de Nord

Santinelezii sunt un popor indigen care locuiește pe Insula Santinelei de Nord din Golful Bengal din nord-estul Oceanului Indian. Desemnați un grup tribal deosebit de vulnerabil și un trib recunoscut, ei aparțin categoriei mai largi de popoare andamaneze.
Alături de andamanezii mari, jarawa, onge, shompen și nicobarezi, santinelezii sunt unul dintre cele șase popoare autohtone și adesea izolate din Insulele Andaman și Nicobar. Spre deosebire de ceilalți, santinelezii par să fi refuzat în mod constant orice interacțiune cu lumea exterioară. Sunt ostili străinilor și i-au ucis pe cei care s-au apropiat sau au aterizat pe insulă.
În 1956 guvernul Indiei a declarat Insula Santinelei de Nord o rezervă tribală și a interzis accesul în interiorul zonei de 3 mile nautice (5,6 km) în jurul ei. În plus, menține o patrulă înarmată permanentă pentru a preveni intruziunile străinilor. Fotografierea este interzisă. Există o incertitudine semnificativă privind dimensiunea grupului, cu estimări variind între 15 și 500 de indivizi, dar mai ales între 50 și 200.

## Geografie
Santinelezii trăiesc pe Insula Santinelei de Nord din Insulele Andaman, un arhipelag indian din Golful Bengal. Insula se află la aproximativ 64 km vest de capitala andamaneză, Port Blair.  Are o suprafata de circa 59,67 km2 și un contur aproximativ pătrat.  Plaja are aproximativ 45 m lățime, fiind mărginită de o pădure litorală care face loc unei păduri tropicale veșnic verzi.  Insula este înconjurată de recife de corali și are un climat tropical. 

## Aspect fizic

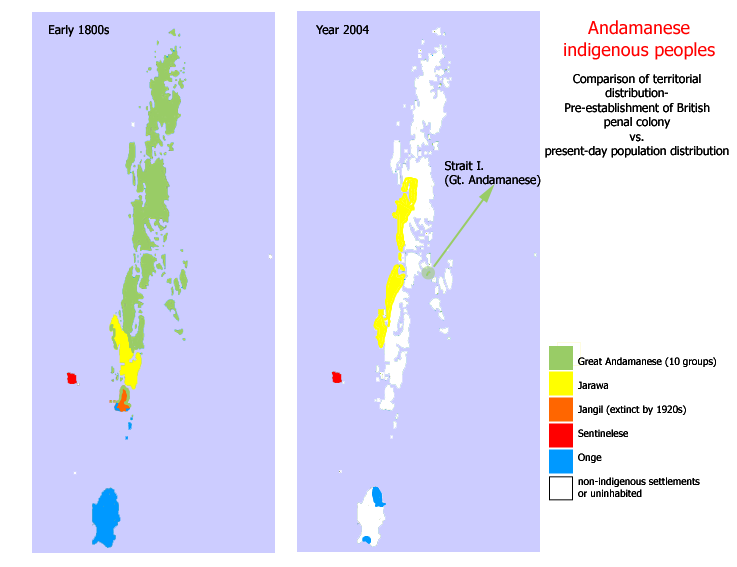
Regiunile locuite de popoarele andamaneze indigene, începutul anilor 1800 vs. 2004

Un raport din 1977 al lui Heinrich Harrer descria un bărbat ca având 1,60 înălțime, posibil din cauza nanismului insular (așa-numitul „Efect Insular”), a nutriției sau pur și simplu a moștenirii genetice. În timpul unei circumnavigații în 2014 a insulei lor, cercetătorii au apreciat înălțimea între 1,60 și 1,65 m și au descris culoarea pielii lor ca „negru-închis strălucitor” cu dinții bine aliniați. Nu prezentau semne de obezitate si aveau mușchi foarte proeminenți. 

## Populația
Nu s-a efectuat un recensământ și populația a fost estimată în mod diferit între 15 și 500. Cele mai multe estimări se situează între 50 și 200.

## Practici

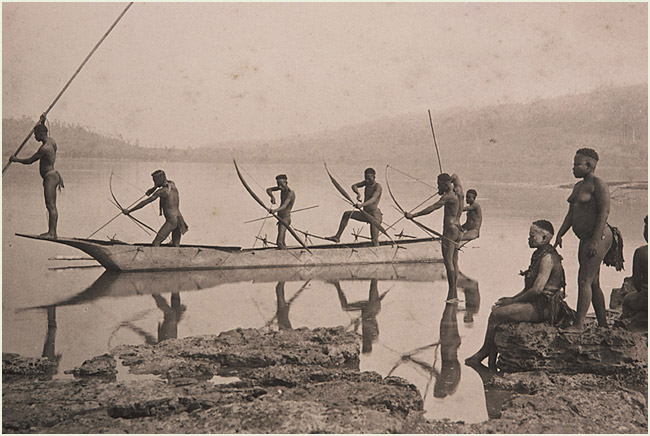
Membrii unui trib andamanez nespecificat pescuind c. 1870

Santinelezii sunt vânători-culegători. Ei folosesc probabil arcuri și săgeți ca să vâneze animale terestre și metode mai rudimentare ca să facă rost de fructe de mare locale, cum ar fi crabi de noroi și scoici. Se crede că mănâncă o mulțime de moluște, având în vedere abundența de scoici arse găsite în așezările lor. Nu se știe dacă fac agricultură. Ambele sexe își acoperă șoldurile cu scoarță; bărbații poartă pumnale la brâu.  Ei poartă și unele podoabe, cum ar fi coliere și bentițe, dar umblă în general goi. Locuințele obișnuite sunt mici colibe temporare ridicate pe patru stâlpi cu acoperișuri înclinate acoperite cu frunze.
Santinelezii apreciază metalul, căutându-l ca să-și facă unelte și arme și acceptând vasele de gătit din aluminiu lăsate de National Geographic Society în 1974. Nu există dovezi că au cunoștințe de metalurgie în afara forjării la rece pentru a face unelte, cum ar fi vârfuri de săgeți, deși omul de știință Vishvajit Pandya notează că narațiunile onge amintesc adesea de călătoriile strămoșilor lor pe Santinela de Nord ca să facă rost de metal. Canoe sunt folosite pentru pescuitul în lagună, dar sunt propulsate mai degrabă cu prăjini lungi decât cu vâsle. Ei folosesc rareori canoele pentru navigația spre alte insule. Pe armele lor au fost văzute gravuri artistice cu modele geometrice simple și nuanțe contrastante. Femeile dansează, lovind ambele palme de coapse și tropăind ritmic din picioare, într-o poziție cu genunchii îndoiți. 

## Limba
Din cauza izolării lor totale, nu se știe aproape nimic despre limba santineleză, care este, prin urmare, neclasificată. Se cunoaște că limba jarawa este reciproc neinteligibilă cu santineleza. Asemănarea cu limba onge este incertă, dacă chiar există vreo una. Lucrarea Anthropological Survey of India din 2016 privind grupurile de triburi vulnerabile le consideră reciproc neinteligibile.